# Marcellus (Nowy Jork)
Marcellus – miasto w Stanach Zjednoczonych, w stanie Nowy Jork, w hrabstwie Onondaga.